# Ільмала (станція)
60°12′28″ пн. ш. 24°55′16″ сх. д. / 60.207778° пн. ш. 24.921111° сх. д.
Залізнична станція Ілмала (фін. Ilmalan rautatieasema, швед. Ilmala järnvägsstation) — залізнична станція мережі приміських залізниць VR, розташована на півночі Гельсінкі, Фінляндія. 
За 4 км на північ від Гельсінкі-Центральний. 
На північ від станції розташовано локомотивне депо VR Group.
Станція була відкрита в 1967 році для обслуговування новозбудованих телестудій фінського громадського мовника Yle і комерційного мовника MTV3.

## Депо Ільмала
На північ від станції Ільмала, у Північній Пасілі між двома гілками залізниці, які йдуть відповідно до Гуопалахті та Тіккуріла, великий майданчик використовується як залізничне та автобусне депо VR ( Ilmalan varikko ) і для сортувального центру Posti та пов'язаних офісів.
Поруч із коліями компанія VR побудувала депо на 100 000 м³ для накопичення надлишків снігу, які не можуть бути усунені снігоплавильним полем у Пасілі. Депо також може розтопити сніг за допомогою тепла від зворотної води опалення будівель, яке використовує централізоване опалення, надане Helen Oy. 

## Пересадки
Автобуси: 23, 23N, 50, 57, 59